# Gioan Baotixita Lê Đức Thịnh
Gioan Baotixita Lê Đức Thịnh (sinh 1961) là một giáo dân Công giáo Việt Nam được Tòa Thánh Vatican phong tước phẩm Hiệp sĩ Đại Thánh giá, tước phẩm cao nhất của Hiệp sĩ Dòng Thánh Grêgôriô Cả vào năm 2007, thuộc Kỵ sĩ đoàn của Giáo hoàng. Ông là người Việt Nam đầu tiên và cũng là người châu Á đầu tiên được nhận tước phẩm này kể từ khi được lập vào năm 1831. Vợ ông, bà Nguyễn Thị Kim Yến, cũng được phong Hiệp sĩ phu nhân theo tước phẩm của ông.

## Cuộc sống giáo dân hiệp sĩ
G.B. Lê Đức Thịnh sinh 1961 tại giáo xứ Phúc Nhạc (thuộc xã Gia Tân 3, huyện Thống Nhất, tỉnh Đồng Nai). Ông là con thứ 2 trong một gia đình nông dân nghèo.
Sau khi học xong lớp 9, ông thi vào Trung học sư phạm với ước mơ trở thành thầy giáo dạy học. Sau khi tốt nghiệp, ông đi dạy học một thời gian ngắn, nhưng do hoàn cảnh gia đình khó khăn, ông bỏ dở công việc. Ông lên Thành phố Hồ Chí Minh, vừa tiếp tục học hết cấp III bổ túc và một số chuyên ngành đào tạo nghề ngắn hạn; vừa đi làm lấy tiền trang trải cuộc sống và gửi về hỗ trợ gia đình. Nhờ bản tính cần cù, ông dần tạo riêng một cơ sở kinh doanh cà phê bột và sau đó mở rộng kinh doanh các lĩnh vực khác.
Là một giáo dân thấm nhuần đời sống bác ái, dù khời đầu trong hoàn cảnh khó khăn, ông vẫn tích cực tham gia các hoạt động xã hội. Việc kinh doanh có lợi nhuận, ông trích ra làm từ thiện cho các đồng bào lương giáo còn khó khăn. Bên cạnh đó, ông còn vận động quyên góp hàng trăm tỷ đồng làm đường giao thông thôn, tạo công ăn việc làm cho thanh niên nghèo, xây nhà tình thương, mổ mắt, mổ tim, chăm sóc người già neo đơn, tàn tật, đặc biệt là công tác khuyến học, chăm lo cho trẻ em nghèo được đến trường.
Với những cống hiến của mình, ông được Hội đồng Giám mục Việt Nam đồng thuận khi Giám mục giáo phận Xuân Lộc thỉnh nguyện lên Giáo hoàng phong cho ông tước hiệu Hiệp sĩ Đại Thánh giá. Đây là vinh dự lớn nhất không chỉ cho giáo dân Việt Nam mà cả châu Á nói riêng. Ông cũng được Nhà nước VIệt Nam phong tặng danh hiệu Chiến sĩ thi đua yêu nước toàn quốc.